# トランスニストリア戦争
トランスニストリア戦争（ロシア語: Война в Приднестровье、ルーマニア語: Conflictul din Transnistria、英語: Transnistria War）は、沿ドニエストル共和国とモルドバ共和国の間で、1992年の5月2日から7月21日にかけて発生した武力衝突。

## 背景
歴史的に、ドニエストル川東岸のトランスニストリア（沿ドニエストル）はモルダビア公国やベッサラビアに属していなかった。
1940年にソ連が占領してモルダビア・ソビエト社会主義共和国が誕生する以前、ドニエストル川西岸のベッサラビアは彼らの意思でルーマニアに帰属していた一方、トランスニストリアは、ウクライナ・ソビエト社会主義共和国領の一部と、モルダヴィア自治ソビエト社会主義共和国 (1924～1940年)が約半分を占めて、構成されていた。1940年に誕生したモルダビア自治ソビエト社会主義共和国は、現在のウクライナ領とトランスニストリアで構成された。ティラスポリは1929年から1940年までその首都であった。1980年代の終わりでもトランスニストリアの人口の内、モルドバ人は39.9%しかおらず、ロシア人とウクライナ人は合せて53.8%に達していた。従って、このトランスニストリアの地では、ペレストロイカによる民族主義（バルト三国、チェチェン共和国、グルジア、モルドバなど）の覚醒とは逆の運動で、アジャリア自治共和国やアブハジアや南オセチアと同様の親ロシア運動が進行した。
1989年、モルダビアはロシア語に代わってモルドバ語を公用語とする法律を制定、同時にラテン文字の使用を決定した。同年、ルーマニアとモルダビアの国境が部分的に開放された。これらはトランスニストリアのスラブ人には、近い将来、モルダビアとルーマニアの統一を危惧させた。トランスニストリアの非モルドバ人はモルドバ語（ルーマニア語）が話せなかった。彼らはソ連各地から比較的近年に移住してきた人々でモルドバ人よりも経済的に成功していた。彼らはモルダビアのソ連からの独立に強く反対し、モルダビアからの自治政府樹立へと運動が進展していく。

## 独立
1990年6月、モルダビア・ソビエト社会主義共和国がソ連からの主権の回復を宣言すると、モルダビア政府はトランスニストリアの分離派弾圧の警官隊を投入。9月、ドニエストル川東岸のウクライナ国境に接するロシア人・ウクライナ人が居住する地域が、沿ドニエストル共和国としてモルダビアからの独立を宣言。ロシア語で「プリドニエスローヴィエ共和国」と称するロシア内の共和国の宣言だった。一方、モルダビアは1991年8月にモルドバ共和国として正式に独立。同時に、モロトフ＝リッベントロップ協定の無効も宣言した。また領内からのソ連軍の撤退を要求した。この時点で新生モルドバは軍隊をまだ有していなかった。沿ドニエストル共和国のリーダー・イーゴリ・スミルノフはウクライナのキエフに飛びレオニード・クラフチュクと会見、そのため帰国直後にモルドバ警察に逮捕、収監される。人々の激しい抗議運動でモルドバ大統領・ミルチャ・スネグルは已む無くスミルノフを解放する。11月にはドゥベサリで両者の衝突が発生する。

## トランスニストリア戦争

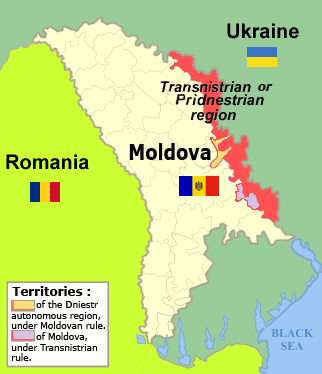
モルドバ（白）と沿ドニエストル（ピンク）

1992年になるとモルドバは国防省を創設して軍隊を保有する。6月には25,000人から30,000人の兵隊を確保する。武器はルーマニアから供給された。ルーマニアからは軍事教官や志願兵も送られた。モルドバのトランスニストリア地方に駐屯していたロシア陸軍の第14軍(14,000人)は沿ドニエストル共和国のおよそ8,000の民兵を訓練した。またロシア国内のテレビキャンペーンで6,000人の志願兵がロシアから乗り込んできた。これらにはヴォルガ川やドン川地方のコサックが多かった。第14軍からは武器も供給された。ウクライナもまた沿ドニエストル共和国を支援し、志願兵を送った。
1992年5月2日、モルドバは国際連合に加盟し国際的な承認を不動のものとすると、同日、大統領のスネグルは、ルーマニアの支援を受け、ドゥベサリなどドニエストル川の東岸の12kmに及ぶ3箇所で沿ドニエストル共和国側の民兵やコサック集団に対する軍事行動を開始する。前日にドゥベサリで沿ドニエストル共和国側の民兵が殺害され、モルドバの警官が犯人として起訴されたことから、コサック集団が警察分署を夜襲したのが引き金になった。ロシアのアレクサンドル・ルツコイ副大統領は同日、沿ドニエストル共和国への援軍の派遣を声明する。ドゥベサリでの戦闘は断続的な休戦をはさんで数週間の塹壕戦となる。モルドバ側は、ベンデルなど西岸の町への軍事行動も行った。6月、モルドバ警察は第14軍の少佐を破壊活動の疑いで逮捕、そのため沿ドニエストル共和国側はベンデルの警察署を攻撃、ここから全面的な戦闘に進展した。都市内での市街戦が展開され民間人に多くの犠牲者が出た。最終局面でのドニエストル川に架かる橋の争奪戦は、ロシアの支援を受けた沿ドニエストル共和国側の勝利に終わり、ベンデルは再び沿ドニエストル共和国側の支配地域となった。

## 戦後
7月21日、ロシアの大統領・ボリス・エリツィンとミルチャ・スネグルの間で休戦協定が交わされた。エリツィンの主導で、ロシア、モルドバ、沿ドニエストル合同の3者からなる平和維持軍Joint Control Commission (JCC)によって休戦が維持されることとなった。
この紛争での死者は双方合せて約1,500人に達したが、 難民の発生は少なかった。負傷者を運ぶ救急車への銃撃や重機関銃での民家や広場への銃撃も頻発した。
戦局を決定付けたのはロシアの第14軍の圧倒的な戦力である。またロシア側も第14軍を解体、平和維持軍に派遣する1,300人まで兵員を削減した。